# As Nogais

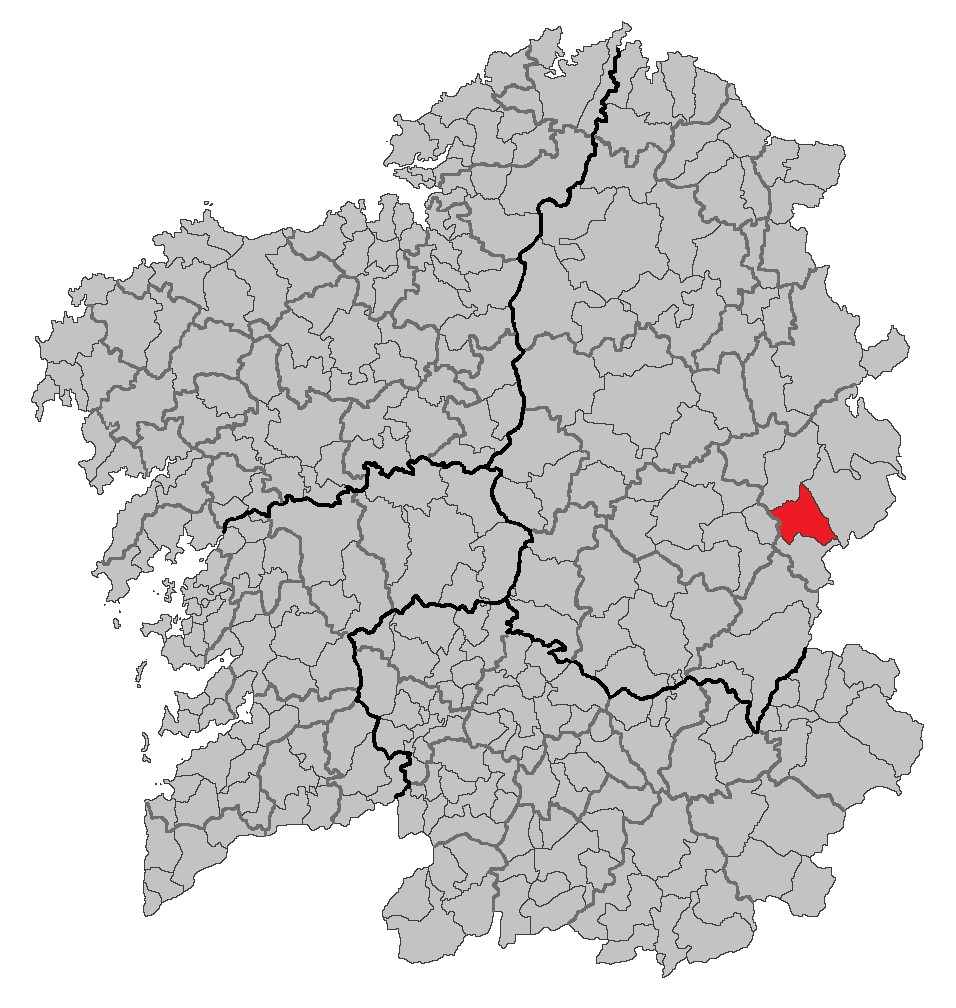
As Nogais, Lugo, Galizia

As Nogais è un comune spagnolo di 1 552 abitanti situato nella comunità autonoma della Galizia.